# 물의 순환

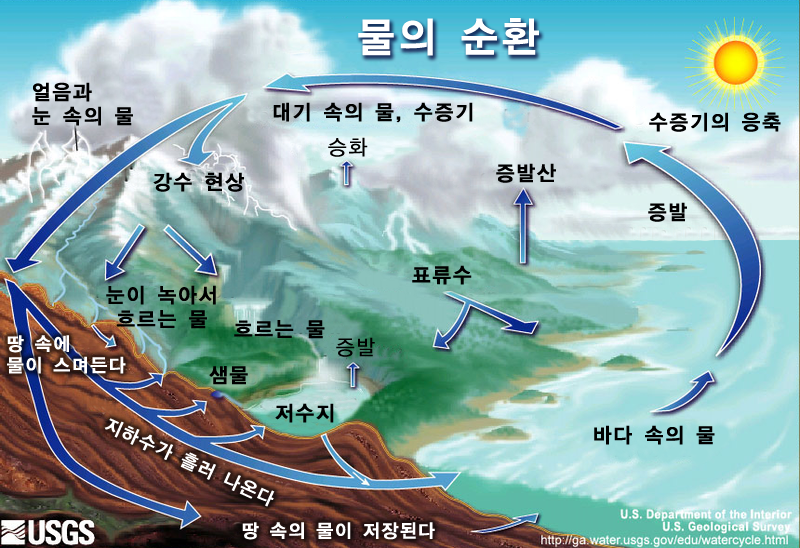
물의 순환

지구의 물은 언제나 움직이며 지구에서 순환하는 과정을 물의 순환(hydrologic cycle, 문화어: 물순환)이라고 부른다. 이러한 순환은 지구의 표면 위아래에 존재하는 물의 지속적인 움직임을 나타낸다. 물의 순환이 말 그대로 "순환"이기 때문에 시작과 끝은 존재하지 않는다. 물은 물의 순환 속에서 여러 곳에 걸쳐 액체, 수증기, 얼음의 상태에 속하게 된다. 이러한 과정은 수백만 년에 걸쳐 사람들이 흔히 눈치채지 못하는 사이에 일어난다. 지구 위의 물의 균형이 시간이 지나도 일정하지만 각 물 분자는 빠른 속도로 오고갈 수 있다. 그러나 지구 표면 위의 물의 양은 언제나 동일하다.

## 설명
주: 아래에서 말하는 강수는 강물이 아닌, 하늘에서 떨어진 물이나 그 현상을 말한다.
앞서 언급했듯이 물의 순환은 시작과 끝이 없다. 물의 순환을 일으키는 태양은 바닷물을 데운다. 그 가운데 일부는 대기에 수증기 상태로 증발(evaporation)한다. 얼음과 눈은 수증기로 바로 승화할 수 있다. 상승하는 대류는 증발산(evapotranspiration)하는 물(식물로부터 증산(transpiration)한 물이나 흙으로부터 증발한 물)과 더불어 수증기를 대기에 제공한다. 수증기는 대기로 올라가며 여기서 온도가 차가워지면 구름에 응축된다. 대류는 지구 주위의 구름을 움직이며 구름의 입자는 충돌하고 상승하다가 강수(precipitation) 현상이 일어난다. 강우(rainfall)는 눈을 제외한 비만을 일컫는다. 일부 강수는 눈으로 떨어지며 수천년에 걸쳐 언 물을 담을 수 있는 만년설이나 빙하로 쌓이기도 한다.
따뜻한 날씨의 설괴빙원은 봄이 찾아오면 녹고 눈이 녹으면 물이 되어 땅 위를 흐른다.(지표면 흐름, overland flow) 대부분의 강수는 바다나 땅으로 다시 떨어지며 중력으로 인해 강수는 땅 위를 흐른다. 여기서 흐르는 물의 일부는 골짜기의 강으로 들어가 바다로 흐른다. 이러한 물들과 지하수는 모여서 호수의 민물이 된다. 그렇다고 모든 빗물이 강으로 흐르는 것은 아니다. 이 중 대다수는 침투(infiltration) 과정을 걸쳐 땅으로 스며든다. 어떠한 물들은 땅 깊이 스며들어 대수층을 새로 보충한다. 물이 땅 속 깊이 스며들어 지하수가 되는 현상을 침루(percolation)라고 한다. 일부 침투수는 지표와 가까워서 지하수가 흘러나오면 지표수와 바다로 다시 스며들고 일부 지하수는 땅의 틈새에 들어가 샘물로 합쳐진다. 물은 시간이 지나면서 계속 흐르며 일부는 바다로 다시 흘러 들어간다. 이렇게 물의 순환은 계속 새로운 과정을 거듭한다.
이러한 물의 순환 과정은 다음과 같이 나타낼 수 있다:
- 강수 현상(precipitation)
- 지표면에 분포된 식생계 및 낙엽 등에 의한 차단 (Canopy interception)
- 눈의 녹음
- 땅 위에 흐르는 빗물(지표면 흐름, overland flow)
- 침투(infiltration)
- 침루(percolation)
- 지표 밑의 흐름
- 증발(evaporation)
- 증산(transpiration)
- 승화
- 수평 기류
- 응축

## 저수
| 저수 영역     | 물의 양 (106 km3) | 단위: 퍼센트 |
| ------------- | ----------------- | ------------ |
| 바다          | 1370              | 97.25        |
| 만년설과 빙하 | 29                | 2.05         |
| 지하수        | 9.5               | 0.68         |
| 호수          | 0.125             | 0.01         |
| 흙 속의 수분  | 0.065             | 0.005        |
| 대기          | 0.013             | 0.001        |
| 강과 시내     | 0.0017            | 0.0001       |
| 생물권        | 0.0006            | 0.00004      |

물의 순환에서 저수되는 곳은 순환 속에서 다른 단계에 속한 물을 말한다. 가장 큰 저수지는 지구 물의 97%나 차지하고 있는 바다이다. 그 다음으로 가장 큰 부분(2%)은 고체 상태로 되어 있는 빙하와 만년설이다. 모든 생물 안에 들어 있는 물은 가장 작은 저수 영역이다.
저수 중에서 민물은 특히 인간이 이용할 수 있는 것으로 중요한 수자원이다.

## 반응 시간
| 저수 영역                  | 평균 반응 시간 |
| -------------------------- | -------------- |
| 바다                       | 3,200년        |
| 빙하                       | 20 ~ 100년     |
| 계절의 변화에 따라 내린 눈 | 2 ~ 6개월      |
| 흙 속의 수분               | 1 ~ 2개월      |
| 얕은 곳의 지하수           | 100 ~ 200년    |
| 깊은 곳의 지하수           | 10,000년       |
| 호수                       | 50 ~ 100년     |
| 강                         | 2 ~ 6개월      |
| 대기                       | 9일            |

물의 순환에서 말하는 저수 영역의 반응 시간은 물 분자가 저수 영역 안에서 소비하는 평균 시간을 뜻한다. (오른쪽 표를 보라) 저수 영역에 있는 물이 평균적으로 얼만큼의 시간 동안 존재하고 있었는지를 측정하지만 어떠한 물은 평균보다 시간이 덜 걸릴 수 있고 또 어떤 것들은 시간이 훨씬 더 오래 걸릴 수 있다.
지하수는 지구 표면 아래에서 빠져나가기까지 10,000년이 걸린다. 특히 오래된 지하수는 화석수(fossil water)라고 부른다. 흙 속에 들어있는 물은 거의 스며들지 않으며 증발하고, 발산하고, 흘러서 빠져나가는 등의 현상에 따라 빠르게 손실하기 때문에 매우 짧은 시간 동안 남아있다. 증발한 뒤에 물은 대기에 9일 정도 남아있다. 그러다가 강수 현상을 거쳐 응축하여 지구로 떨어진다.
수리학에서 반응 시간은 두 가지 방식으로 측정한다. 매우 일반화된 방식은 질량 보존의 법칙으로, 주어진 저수 영역 안의 물의 양이 대체적으로 일정한지를 추측해 낸다. 이 방식을 이용할 경우 반응 시간은 저수 영역의 양을 물이 저수 영역에 들어가 빠져나가는 속도와 나눠서 계산한다.
반응 시간을 측정하는 또다른 방법으로는 아이소토프 기술을 이용하는 것이다. 이는 아이소토프 수리학의 하위분야이다.

## 기후에 따른 영향
물의 순환은 태양 에너지의 힘을 받는다. 지구 증발의 86%가 바다로부터 일어나며 증발 냉각에 의해 온도가 떨어진다. 증발 냉각 효과가 없으면 지표 온도가 67 °C에 이를 만큼 온실 효과 현상이 두드러지게 나타난다.

## 같이 보기
- 생물지구화학적순환
- 물수지
- 홍수
- 가뭄

## 참조
1. 1 2  이재수 2018, 4쪽.
2. 1 2  PhysicalGeography.net. CHAPTER 8: Introduction to the Hydrosphere. 2006년 10월 24일 확인.
3. ↑  이재수 2018, 6쪽.
4. ↑  Environmental Literacy Council. Water Cycle. Water Cycle 보관됨 2004-05-17 - 웨이백 머신 2006년 10월 24일 확인
5. ↑  이재수 2018, 23쪽.
6. ↑  Science at NASA. NASA Oceanography: The Water Cycle 보관됨 2007-03-08 - 웨이백 머신 2006년 10월 24일 확인

## 참고 문헌
- 이재수 (2018). 《수문학》 2판. 구미서관. ISBN 9788982252914.